# توخلین (استان وارمی-ماسوری)
توخلین، (استان وارمی-ماسوری) (به لاتین: Tuchlin, Warmian-Masurian Voivodeship) یک منطقهٔ مسکونی در لهستان است که در Gmina Orzysz واقع شده‌است.

## خصوصیات
توخلین ۱۰۰ نفر جمعیت دارد.